# 亞洲電視外購劇集列表
本條目列出曾於亞洲電視播放但並非由其製作之外購劇集，所購劇集一般經配音後播出。
註：劇集名稱前的為該劇於亞洲電視的首播日期及頻道。

## 概述
1994年台灣劇集在香港牽起熱潮，加上以外購節目為主的有線電視進入市場競爭，香港中文大學新聞與傳播學系預料外來電視節目將有增加趨勢，曾進行研究分析。據該系當時引用的廣播事務管理局1992年9月至1993年8月統計數字，亞視本港台的節目來源分佈為：日本6％、美國4％、台灣0.5%、中國內地0.4%、英國及英聯邦國家0.1%、其他0.3%；國際台的節目來源分佈為：美國66.1％、英國及英聯邦國家4.7%、日本1.5％、中國內地0.4%、台灣0.2%、其他3.3%。
1990年代，亞視外購劇集的成績整體上優於自製劇集:390。亞視被認為相比長期處於強勢的競爭對手無綫電視，更重視對中國內地及台灣劇集的加工處理，自1994年與無綫爭相播映《包青天》後（俗稱雙包案），1995年播映《三國演義》頗具迴響，95-96年間計有《武則天》、《扭計宰相劉羅鍋》等劇，讓亞視與無綫的收視比例從2:8改善至3:7:390；1999年播映《雍正王朝》亦獲較大迴響，同年播映的《還珠格格》系列更成為打破無綫慣性收視的代表作。:390
在日劇方面，以1990年代前期購入的《東京愛的故事》、《101次結婚》最具迴響:63。1993年播放的《東京愛的故事》，在該年度壹電視大獎成為年度十大電視節目之一，被視為扭轉了日劇從1987年至1992年在香港市場的低潮期:43。亞視為宣傳《101次結婚》，曾在紅磡海底隧道入口附近設置印上「我要求婚」四字的大型廣告牌，成為話題。1994年亞視又以《阿信的故事》開創黃金時段重播日本舊劇之先河，而收視上亦取得成功。及後再播放舊日劇《前程錦繡》:63。90年代後期較具代表性的則有《等你說愛我》系列:43。
在韓劇方面，韓流出現之前，亞視便早於1991年引入1989年的韓劇《月光家族》，1992年僅在韓國播畢一個月後便播出《愛情是什麼》一劇，時距在該年代屬於罕見。其後與韓國駐香港總領事館合作，於國際台長期設立《ATV 韓語劇場》。2000年代韓流崛起，亞視播出了不少當時一、二線的代表性韓劇，如《順風婦產科》、《愛上女主播》、《藍色生死戀》系列、《情定大飯店》、《All In 真愛賭注》、《夏日香氣》、《巴黎戀人》、《我係金三珣》、《朱蒙》、《這該死的愛情》、《葡萄園裡的那男人》等，近2010年代因財困日趨嚴重，購買韓劇的檔次大不如前。
亞視曾購買本地流行歌曲版權作為外購劇的香港版主題曲，例如播放鄭裕玲赴台灣主演的台劇《被出賣的女人》時採用李蕙敏的《活得比你好》作為主題曲:61、採用郭富城的《強》作為日劇《我要發達》的主題曲。
從1990年代中期起，亞視的經營方針已轉為依賴外購劇集，製作部門萎縮。1999年由中國內地背景的資本入主後，此方針進一步鞏固，亦出現以外判形式製作的本地劇集。:390

## 華語頻道

### 中國大陸

#### 八十年代
- 1983年2月：蝦球傳
- 1987年4月黃金台：孫中山與宋慶齡
- 1987年6月黃金台：紅樓夢（共36集）（演員：歐陽奮強、陳曉旭、張莉、東方聞櫻、郭霄珍、鄧婕）（分別播出粵語配音版、國語版，另有一小時精華版在5月2日央視北京首播時同步播出）[10][11]
- 1988年1月3日黃金台：努爾哈赤（共16集）（演員：侯永生、高蘭村、傅藝偉）

#### 九十年代
- 1990年12月本港台：公關小姐（共22集）（演員：章申、薩仁高娃、張青）
- 1994年3月本港台：北京人在紐約
- 1995年2月本港台：外來妹（共10集）（演員：湯鎮宗、陳小藝、李婷、常戎、楊青、白珊）
- 1995年本港台：笑看良緣（共20集）（演員：趙雅芝、葉童、惠英紅）
- 1995年8月21日本港台：三國演義（共84集）（演員：魏宗萬、鮑國安、唐國強、孫彥軍）
- 1995年12月本港台：西遊記（共41集）（演員：六小齡童、馬德華、閆懷禮、徐少華、遲重瑞、汪粵、崔景富、劉大剛）
- 1996年本港台：中國廉政風暴
- 1996年2月本港台：封神榜（共36集）（演員：傅藝偉、湯鎮宗）
- 1996年2月26日本港台：孔子（共16集）（演員：王繪春、焦體怡、韓福利、牟霞、王婧、王克）
- 1996年6月3日本港台：花幟
- 1996年6月本港台：武則天（共30集）（演員：劉曉慶、陳寶國）
- 1996年7月本港台：扭計宰相劉羅鍋（共40集）（演員：李保田、張國立、王剛）
- 1996年12月本港台：官場現形記（共20集）（演員：孫敏、趙屹鷗、牛犇）
- 1997年4月本港台：中國公安檔案
- 1997年8月18日本港台：緣來是你（共30集）（演員：蔡國權、羅慧娟、恬妞、林俊賢、方中信、劉松仁）
- 1997年9月本港台：孫子（共20集）（演員：孫彥軍、陸樹銘、李靖飛、吳曉東、張甲田、謝蘭）
- 1997年12月15日本港台：中國財神胡雪巖
- 1998年4月本港台：上海探戈（共40集）（演員：陳勳奇、周海媚、劉錫明、林心如、鄭佩佩、陳孝萱）
- 1998年本港台：（共30集）（演員：陶大宇、陳海恆、劉家榮、陳寶儀、李耀敬、寶佩如、謝可可、苗金鳳）
- 1998年本港台：將軍阿福（共40集）（演員：吳鎮宇、童愛玲、連偉健、張延、楊玉梅、徐錦江、何美鈿、苗金鳳、劉兆銘）
- 1998年9月本港台：食神（共40集）（演員：鄭則仕、梁小冰、商天娥、林心如、陳志朋、陳國邦、李耀敬、劉兆銘、徐錦江、黃一飛、駿雄、路捷）
- 1998年11月本港台：太极宗师（演員：吴京、樊亦敏、于海、王群、周比利、李进荣、徐向东、惠英红、杨洁玫、吴祯、陈凯、王深深、成奎安、吕有慧）
- 1999年3月1日本港台：無敵軍師（共40集）（演員：鄭則仕、關詠荷、郭晉安、徐錦江）
- 1999年7月6日本港台：雍正王朝（共44集）（演員：焦晃、唐國強、王繪春）
- 1999年8月9日本港台：少年英雄方世玉（共40集）（演員：張衛健、恬妞、張振寰、何美鈿、樊少皇、李婷宜、黃一飛、冼灝英、陳鴻烈、商天娥、鄭瑞曉、鄭佩佩、李海興）
- 1999年10月5日本港台：陳夢吉傳奇（共27集）（演員：張衛健、吳孟達、張茜、鄭瑞曉、陳曉芸、廖偉能、黃一飛、易智遠）
- 1999年12月20日本港台：京港愛情線（共14集）（演員：李亞鵬、吳倩蓮、郭晉安、陳海恆、歐子欣、雷宇揚、陳豪、龔蓓苾）

#### 2000年或以後
- 2000年1月10日本港台：財神到（共27集）（演員：張國立、陳志朋、楊若兮）
- 2000年1月24日本港台：西夏王朝（共31集）（演員：巫剛、李建群）
- 2000年1月30日本港台：開心出家人（共29集）（演員：元華、唐文龍、張延、鄭瑞曉、黃光亮）
- 2000年10月9日本港台：聊齋先生（共25集）（演員：張鐵林、王崗、李翔、夏明輝）
- 2000年12月18日本港台：少年英雄之洪文定（共20集）（演員：陳志朋、陳秀雯、鄧萃雯、鄭瑞曉、海俊傑、何美鈿、盧惠光）
- 2001年3月19日本港台：緣來一家人（共20集）（演員：胡兵、李若彤、林志豪、周迅、陳龍、劉孜）
- 2001年4月9日本港台：武狀元蘇燦（共20集）（演員：謝君豪、樊亦敏、羅家英、何寶生、陳觀泰、卓凡、何忠華）
- 2001年5月7日本港台：包公生死劫（共15集）（演員：唐國強）
- 2001年5月7日本港台：春光燦爛豬八戒（共38集）（演員：徐峥、陶虹、李立群、孫興、翁虹、陈红、屈中恒）
- 2001年10月29日本港台：康熙帝國（共45集）（原名《康熙王朝》）（演員：陳道明、斯琴高娃、高蘭村、宮雪花）
- 2002年本港台：小甘羅反轉天下（演員：曹駿、謝苗、呂良偉、洪欣、任泉、苗乙乙、劉棟、左芳芳）
- 2002年1月1日本港台：雍正紅人（共30集）（原名《李衛當官》）（演員：徐崢、陳好、唐國強）
- 2002年2月12日本港台：橘子红了（共20集）（演員：周迅、黄磊、寇世勋、归亚蕾）
- 2002年4月8日本港台：黑洞（共31集）（演員：陶泽如、陈道明、陶虹、袁立、丁嘉丽）
- 2002年5月22日本港台：壯志雄心（共13集）（演員：陸毅、任達華、張庭、沈傲君）
- 2002年6月11日本港台：成吉思汗（共27集）（演員：巴森、薩仁高娃、索利忠、趙恆煊）
- 2002年7月22日本港台：水滸傳（共40集）（演員：李雪健、周野芒、臧金生、丁海峰、趙小銳）
- 2002年9月16日本港台：大清藥王（共20集）（演員：張鐵林、李保田）
- 2002年10月19日本港台：神探方天謬（共30集）（演員：張衛健、袁詠儀）
- 2002年10月28日本港台：至尊食王（共30集）（演員：鄭則仕，鄭家榆，陳剛，董曉燕）
- 2002年12月23日本港台：太平天國（共34集）（演員：高蘭村、孫飛虎）
- 2003年2月10日本港台：家財八億兩 - 和珅傳奇（原名《夢斷紫禁城》）（共47集）（演員：王剛）
- 2003年4月14日本港台：孝莊秘史（共35集）（演員：寧靜、馬景濤、劉德凱、鄔倩倩、趙鴻飛、胡靜）
- 2003年4月14日本港台：燒餅皇后（共15集）（演員：關詠荷、郭晉安、黃宗洛、戴嬌倩）
- 2003年6月2日本港台：呂不韋（共25集）（原名《呂不韋傳奇》）（演員：張鐵林、寧靜）
- 2003年6月2日本港台：男才女貌（共20集）（演員：陸毅、林心如、于小偉、曾黎）
- 2003年7月7日本港台：射鵰英雄傳（共40集）（演員：李亞鵬、周迅、周傑、蔣勤勤）
- 2003年8月18日本港台：笑八仙之素女的故事（共20集）（演員：楊若兮、徐崢、聶遠、傅藝偉、謝寧）
- 2003年9月15日本港台：真情告別（共20集）（演員：胡兵、瞿穎、孔琳、胡東）
- 2003年12月1日本港台：聚寶盆（共35集）（演員：張衛健、范冰冰、張庭、高強、許還山、彭丹、梁冠華）
- 2003年12月22日本港台：狄仁傑奇案京都疑雲（原名《护国良相狄仁杰》）（共20集）（演員：寇世勳、王姬、劉長純、董洋、黃海冰、田海蓉）
- 2004年1月19日本港台：天下無雙（原名《天下無雙吉祥如意》）（共30集）（演員：張衛健、關詠荷、陳好、薛佳凝、袁弘）
- 2004年1月26日本港台：醉無敵（共30集）（演員：孫莉、袁詠儀、張家輝)
- 2004年2月23日本港台：半生緣（共35集）（演員：林心如、譚耀文、蔣勤勤、李立群）
- 2004年2月29日本港台：拿什麼拯救你，我的愛人（共18集）（演員：于娜、劉燁、印小天、傅晶）
- 2004年3月8日本港台：雙龍會（共30集）（演員：張國立、鄧婕、張鐵林、王剛）
- 2004年4月19日本港台：大漢天子（共40集）（演員：黃曉明、王靈、陳莎莎、賈靜雯、陳道明）
- 2004年6月14日本港台：天龍八部（共44集）（演員：胡軍、林志穎、高虎、劉亦菲、劉濤、陳好）
- 2004年8月2日本港台：風流少年唐伯虎（共34集）（演員：黃曉明、郑家榆、何美钿、冯雷）
- 2004年8月16日本港台：皇太子秘史（共30集）（演員：馬景濤、劉德凱、鄔倩倩、趙鴻飛、胡靜、戴嬌倩）
- 2004年9月27日本港台：大染坊（共20集）	（演員：侯勇、羅剛、劉奕君、薩日娜）
- 2004年10月25日本港台：101次求婚（共20集）（演員：孫興、崔智友）
- 2004年11月8日本港台：少年大欽差（共30集）（演員：謝昀杉、舒暢、吳孟達、佟童、曾志偉、張默、蓋麗麗）
- 2005年1月31日本港台：向左走向右走（共15集）（演員：陸毅、賈靜雯）
- 2005年2月7日本港台：滿漢全席（共30集）（演員：張庭、徐崢、張鐵林）
- 2005年3月21日本港台：流氓太醫（共30集）（演員：任泉、羅海瓊、孫耀威、李立羣、李小冉）
- 2005年4月4日本港台：楊門虎將（共30集）（演員：蘇有朋、蔡琳、狄龍、趙雅芝）
- 2005年4月18日本港台：雙響炮（共24集）	（演員：胡兵、陳好、白冰冰、劉怡君、謝韻儀、姚安濂）
- 2005年5月30日本港台：非常皇帝生擒鍾無艷（原名《我愛鍾無豔》）（共25集）（演員：羅嘉良、范文芳、鄭則仕、陳紫函、林湘萍）
- 2005年7月4日本港台：幻影神針（共36集）（演員：温碧霞、于波、楊俊毅、梁小冰、李珊珊）
- 2005年8月8日本港台：小魚兒與花無缺（共40集）（演員：張衛健、謝霆鋒、袁泉、范冰冰、楊雪、柏雪）
- 2005年8月22日本港台：天子龍咁威（原名《天下太平》）（共30集）（演員：黃海冰、孫耀威、戴嬌倩、陳雅倫、關禮傑、鄭佩佩）
- 2005年10月3日本港台：一代君王清太祖（共39集）（原名《太祖秘史》）（演員：馬景濤、鄔倩倩、趙鴻飛、陳德容、石小群、程莉莎、金巧巧）
- 2005年10月3日本港台：我愛刁蠻千金（共30集）（原名《原來就是你》）（演員：陳司翰、劉濤、葉童）
- 2006年1月9日本港台：楚漢風流（共40集）（原名《大漢風》）（演員：胡軍、肖榮生、楊恭如、吳倩蓮）
- 2006年1月9日本港台：八大豪俠（共40集）（演員：黄秋生、陳冠希、范冰冰、李冰冰、林子聰）
- 2006年1月23日本港台：新醉打金枝 （共30集）（演員：張家輝、蔡琳）
- 2006年3月6日本港台：惡妻在身邊（共25集）（原名《我愛河東獅》）（演員：焦恩俊、陳好）
- 2006年3月6日本港台：方德與苗翠花（共36集）（演員：譚耀文、郭藹明、田海蓉、羅家英、陳展鵬、麥家琪、潘潔、馬宗德）
- 2006年4月10日本港台：刁蠻公主（共30集）（演員：張娜拉、蘇有朋、鮑蕾）
- 2006年5月22日本港台：紅孩兒（共60集）（演員：焦恩俊、葉童、丁宇佳、田海蓉、陳紫函、郭妃麗、張茜、樓南光、岳躍利）
- 2006年7月10日本港台：大清后宫（共40集）（演員：胡静、黄维德、陈浩民、陈炜、陈秀丽、伊能静、傅艺伟、张晨光）
- 2006年8月14日本港台：糊塗王爺鐵將軍（共35集）（原名《鐵將軍阿貴》）（演員：孫興、曹穎、汪芫、王艷、郭冬臨、徐崢）
- 2006年8月21日本港台：天外飛仙（共25集）（演員：胡歌、林依晨、謝君豪）
- 2006年9月18日本港台：浴火鳳凰（共32集）（演員：方中信、馮寶寶、楊恭如、余文樂）
- 2006年10月2日本港台：徽娘宛心（共30集）（演員：李冰冰、李宗翰、刘曉慶、邓萃雯）
- 2006年11月13日本港台：盲俠金魚飛天豬（共30集）（演員：鄭則仕、張庭、保劍鋒、何潤東、韓雪、李進榮）
- 2006年12月25日本港台：納蘭與康熙（原名《康熙秘史》）（共41集）（演員：胡靜、鄔倩倩、蔡琳、夏雨、鍾漢良、石小群、是安、李菲）
- 2007年2月20日本港台：福星遊龍二王爺（原名《皇上二大爺》）（共33集）（演員：李立群、王剛、陳好、李修賢、周野芒、黃壘鑫、恬妞、曹艷、任山、張春年）
- 2007年4月9日本港台：春天後母心（共31集）（演員：劉雪華、施羽、王皓、張植綠、史磊、王銳、葉子、胡倩琳、賈兆冀）
- 2007年4月9日本港台：封神榜（原名《封神榜之鳳鳴岐山》）（共36集）（演員：馬景濤、范冰冰、關禮杰、周杰、午馬、金巧巧、劉德凱、鄭斌輝、韓棟、曾詩梅）
- 2007年5月14日本港台：雪山飛狐（共40集）（演員：方中信、聶遠、譚耀文、朱茵、鍾欣桐、黃秋生、安以軒）
- 2007年5月21日本港台：第一茶莊（共27集）（演員：秦嵐、黃少祺、寇世勛、吳競、黃壘鑫、左雯露、洛葳）
- 2007年6月27日本港台：運轉天下（原名《金茂祥》）（共37集）（演員：黃少祺、李小冉、陳怡蓉、高遠、王藝璇、沈曉海、董洋）
- 2007年7月9日本港台：梁山伯與祝英台（共23集）（演員：何潤東、董潔、陳冠霖）
- 2007年7月18日本港台：香港傳奇–榮歸 （原名《榮歸》）（共18集）（演員：鄭少秋、歸亞蕾、焦晃、曾寶儀、林雨申、張永智、吳軍、徐菁遙、田蕊妮）
- 2007年8月13日本港台：盜海奇兵 （共20集）（海外名《A計劃》）（演員：張衛健、鍾欣桐、陳煒、元秋、譚耀文、王晶、吳浩康）
- 2007年9月10日本港台：宜妃與康熙（共20集）（原名《康熙微服私訪記V》）（演員：尊龍、溫碧霞、梁錚、馬冬冬、梁天、伍松、李成、黃娟、梁鑫）
- 2007年10月1日本港台：天之骄子（共35集）（原名《再生缘》）（演員：李冰冰、黃海冰、石小群、陳龍、孫甯、孫興、王玲、高鑫、宋思軒、賈雨萌、董麗丹、馬文龍）
- 2007年10月8日本港台：詠春（共40集）（演員：謝霆鋒、洪金寶、元彪、李彩華、胡可、劉梓妍、洪天照、梁俊一）
- 2007年11月19日本港台：繡娘蘭馨（共32集）（演員：秦嵐、李宗翰、翁虹、呂頌賢、郭珍霓、潘儀君、姜鴻、林江國、岳躍利、潘虹、保劍鋒）
- 2007年12月3日本港台：功夫狀元（共30集）（演員：浦葉棟、黃聖依、陳國坤、元秋、李卉、吳孟達、林子聰、劉佳杰、田啟文、何文輝、孫敬季、莫美林、釋行宇、丁浩、張明明、石班瑜）
- 2008年1月1日本港台：霍元甲2008（共34集）（原只稱《霍元甲》，但鑑於已有多套，故加上播映年份）（演員：鄭伊健、周牧茵、陳小春、丁莉、梁家仁、李耀敬、陳凱、葛蕾、屈玥、吳毅將、袁順義、侯煜、修慶、劉家榮、劉衛華、王飛鴻）
- 2008年6月4日本港台：女人不哭（共25集）（演員：鄧超、田海蓉、湯唯）
- 2008年7月2日本港台：逆水寒（共25集）（演員：張智霖、鍾漢良、宋佳、李小冉）
- 2008年7月9日本港台：生命有明天（共27集）（演員：宣萱、吳鎮宇、劉兆銘、呂頌賢、霍思燕）
- 2008年8月26日本港台：胭脂雪（共29集）（演員：范冰冰、霍建華、劉雪華、于小偉、李倩、韓曉）
- 2008年8月26日本港台：浣花洗劍錄（演員：謝霆鋒、鍾欣桐、喬振宇、伊能靜、譚耀文）
- 2008年10月6日本港台：還君明珠（演員：董潔、李宗翰、黃少祺、李立群、劉雪華、孫興）
- 2008年12月1日本港台：芸娘（共26集）（演員：劉雪華、安以軒、馮紹峰、張勳傑、岳躍利、涂黎曼）
- 2009年1月26日本港台：龍鳳呈祥（共30集）（演員：秦漢、薛家燕、鄧健泓、張含韻、嚴崑、殷有粲）
- 2009年2月9日本港台：笑著活下去（共37集）（演員：姚芊羽、黃海波、王琳、楊冪、薩日娜、趙嶺、林家川、夏德俊）
- 2009年3月7日高清頻道／2009年4月1日亞洲台：俠侶探案（共20集）（演員：谷智鑫、應採兒、傅亨、王九勝、方中信、保劍鋒、楊恭如、溫崢嶸、庹宗華）
- 2009年3月30日本港台：船娘、雯蔚（原名《船娘雯蔚》）（共35集）（演員：潘儀君、邱心志、宗峰岩、江宏恩、何建澤、王怡、衛萊、殷飛）
- 2009年4月27日本港台：封神榜II（原名《封神榜之武王伐紂》）（共39集）（演員：黄维德、范冰冰、林心如、吕良伟、刘德凯、王力可、唐国强、冼色丽、齐芳、沈倾剡）
- 2009年11月3日本港台及亞洲高清台：愛無悔（共35集）（演員：杜淳、高圓圓、劉德凱、保劍鋒、趙靜、楊璐、劉紅雨、林亞霖、任東霖）
- 2009年12月21日本港台及亞洲高清台：亂世艷陽天（共25集）（演員：陳秀雯、翁家明、袁詠儀、嚴寬、李成儒、盧星宇、廉冠、郝楊、朱宴）

#### 2010年或以後
- 2010年3月1日本港台及亞洲高清台：傾城之戀（共69集）（演員：陳數、黃覺、陳麗麗、王學兵、劉一含、鄭毓芝、王媛可、孔祥玉、張芝華）
- 2010年6月14日本港台及亞洲高清台：李小龍傳奇（共50集）（演員：陳國坤、Michelle Lang、Ray Park、Michael Jai White、Mark Dacascos）
- 2010年10月9日本港台：和平使命（共22集）（演員：鄭曉寧、杜志國、王強、李洪濤、郭鐵城、劇雪、呂一丁），不设粤语配音
- 2010年10月25日本港台及亞洲高清台：書劍恩仇錄（共34集）（演員：喬振宇、劉德凱、鄭少秋、周麗淇、李呈媛、路晨、穎兒、吳浩康）
- 2010年12月13日本港台及亞洲高清台：爱上女主播（共30集）（演員：张赫、朱丹、杨谨华、吴健、林保怡）
- 2011年1月17日本港台及亞洲高清台：吉星高照（原名《吉星高照之陳夢吉與三十六計》）（共36集）（演員：張達明、趙榮、黃一飛、魯牛、黃一山、朱咪咪、何浩鵬、黃曉華、吕晶晶）
- 2011年2月6日本港台：歡迎愛光臨（共12集）（演員：鄭元暢、李菲兒、裴蓓、孫堅、撲學亮、芷萱）
- 2011年9月25日本港台：不如跳舞（共32集）（演員：張國立、劉蓓、韓雨芹、鍾漢良）
- 2012年1月30日本港台：義本同心（共34集）（演員：陶大宇、溫兆倫、舒暢、吳秀波）
- 2013年3月18日本港台：新萍踪俠影（共35集）（演員：潘粵明、董潔、米雪）
- 2013年5月6日本港台：木府風雲（共40集）（演員：秋瓷炫、榮光、呂良偉、潘　虹、于娜、宋運成、多布傑、朱曉漁）
- 2013年7月2日本港台：懸崖（共34集）（演員：張嘉譯、宋佳、程煜，詠梅、姬他、李洪濤、孫浩）
- 2013年8月19日本港台：秦直道（原名《大秦直道》）（共45集）（演員：寇世勳、吳京安、楊冪、李東學、畢彥君、叢珊）
- 2013年9月23日本港台：婆婆來了（共26集）（演員：沙溢、朱傑、顧豔、董維嘉、林雨申、歸亞蕾、岳秀清、李修賢）
- 2013年10月21日本港台：詠春傳奇（共30集）（演員：張丹峰、周揚、毛曉彤、葉童、修慶、鄭佩佩、元彪、張梓烈、吳華新、康小偉）
- 2014年1月6日本港台：黃飛鴻（原名《黃飛鴻與十三姨》）（共36集）（演員：劉家輝、陳慧珊、何中華、何彥霓、劉瑩）
- 2014年6月5日本港台：瑞蓮（共27集）（演員：馬蘇、楊紫茳、范雨林、鄭恕峰、普超英、朱紋萱、黃偉麟、黃樹棠）
- 2014年7月14日本港台：鏡花緣電影版（共30集）（演員：汪明荃、曾志偉、劉以達、姜大衛、羅家英、商天娥、黃宇詩）
- 2014年8月18日本港台：老米家的婚事（共30集）（演員：宋丹丹、张洪杰、傅晶、姜妍、周冬齐、王阳）
- 2014年8月18日亞洲台：小興安嶺深處（共30集）（演員：張光北、何政軍、王小利、閆學晶、陈炜），不设粤语配音
- 2014年9月15日本港台：女神辦公室（共20集）（演員：高高、凌莞雯、袁嘉雨、易易紫、王爭、趙毅翔、白鹿晨、陳鍇）
- 2014年10月13日本港台：女神辦公室（第二季）（共24集，與廣西衛視合作）（演員：付然、白莫非、鍾思華、劉傑、王爭、陳鍇、王宮良）
- 2014年11月6日本港台：新再見艷陽天（共19集）（演員：孫莉、保劍鋒、劉雪華、寇振海、田麗、呂頌賢、岳躍利、張定涵、劉思彤）
- 2014年12月4日本港台：非緣勿擾（共22集）（演員：蘇有朋、秦嵐、熊乃瑾、李明珠、譚俊彥、肖光奕）
- 2014年12月13日亞洲台：四十九日·祭（共46集）（演員：张嘉译、宋佳、胡歌、黄志忠、张歆怡），不设粤语配音
- 2016年2月15日亞洲台：高山青（共44集）（演員：吳卓翰、小李琳、廖碧兒、張善為），不设粤语配音

### 台灣

#### 八十年代
- 1985年3月中文台：一代佳人（共28集）（演員：湯蘭花、白彪、曹蘭、徐乃麟、李道洪）
- 1985年7月中文台：星星知我心（共41集）（演員：吳靜嫻、石安妮、方向中、胡家瑋、蘇慧倫、溫兆宇）
- 1985年6月中文台：武俠董小宛（共10集）（演員：艾迪、孟麗萍、白彪）
- 1985年8月中文台：白馬嘯西風（共24集）（演員：姜大衞，關聰）
- 1985年12月中文台：星星的故鄉（共30集）（演員：吳靜嫺、劉延方、池秋美、顏鳳嬌、徐孟光、馬景濤、梅芳、洪流）
- 1986年8月中文台：楊貴妃（共30集）（演員：馮寶寶、宗華、張復建、王瑞林、金超群、常楓、於守仁、官晶華、梁復龍、張媛婷、傅雷、喬可欣、鄒森、郭俐伶）
- 1986年9月中文台：天龍劍俠（演員：徐少強、魏秋華、朱寶意）
- 1987年11月黃金台：庭院深深（共40集）（演員：秦漢、劉雪華、徐乃麟、範鴻軒）
- 1988年4月黃金台：還君明珠（共39集）（演員：劉松仁、蘇明明）
- 1989年1月黃金台：八月桂花香（共40集）（演員：劉松仁、蘇明明、沈孟生、米雪、李殿馨、李立群）
- 1989年5月本港台：在水一方（共34集）（演員：秦漢、劉雪華）
- 1989年6月本港台：爸爸原諒我
- 1989年6月本港台：情義無價（共36集）（演員：寇世勳、張晨光、陳莎莉）
- 1989年8月本港台：幾度夕陽紅（共30集）
- 1989年10月本港台：京華煙雲（共40集）（演員：趙雅芝、歐陽龍、林在培、趙家蓉、官晶華、文帥）

#### 九十年代
- 1990年3月本港台：海鷗飛處彩雲飛（共40集）（演員：秦漢、劉雪華、徐貴櫻、林瑞陽）
- 1990年11月本港台：新啼笑因緣（共40集）（演員：馮寶寶、湯鎮業、劉玉璞、劉尚謙、谷峰、雷鳴、曹健）
- 1991年2月本港台：靈山神箭（共30集）（演員：潘迎紫、孟飛、瀋海蓉、凱凱）
- 1991年3月本港台：鐵手無情
- 1991年6月本港台：柔情似水劍如虹（演員：雪梨、關峰）
- 1991年8月本港台：密令
- 1991年8月本港台：畫眉夫人
- 1992年3月本港台：戲說乾隆（共42集）（演員：鄭少秋、江淑娜、李岡、周霆坤、于恆）
- 1993年7月5日本港台：新白娘子傳奇（共50集）（演員：趙雅芝、葉童）
- 1993年10月本港台：刺馬
- 1993年12月本港台：希望之鴿（共30集）（演員：孫興、曾華倩）
- 1994年2月本港台：再世情緣（共33集）
- 1994年本港台：啞妻（共19集）
- 1994年3月本港台：青青河邊草（共42集）（演員：歸亞蕾、劉雪華、馬景濤、岳翎、金銘、徐乃麟）
- 1994年4月本港台：包青天（共236集）（演員：金超群、范鴻軒、何家勁、楊懷民、劉雪華）[12][13]
- 1994年8月15日本港台：七俠五義（共71集）（演員：張復建、焦恩俊、孫興、午馬）[14][15]
- 1994年10月本港台：望夫崖（共26集）（演員：俞小凡、林瑞陽、翁家明、施羽、金銘、葉靜、胡佩蓮、張宇菲、魏楠、張寧、趙學煌、尹寶蓮、張佩華、林秀君）
- 1994年12月本港台：書劍恩仇錄（共35集）（演員：何家勁、沈孟生、劉雪華）[8]
- 1995年2月本港台：黃飛鴻與十三姨（共30集）（演員：张晨光、林以真、馬景濤、龙隆、涂善妮、张庭）[16]
- 1995年2月本港台：新月格格（共26集）（演員：劉德凱、岳翎）[17]
- 1995年3月本港台：京城四少（共53集）（演員：劉德凱、張晨光、王玉玲、俞小凡、吳少剛、湯志偉、方芳、金超群）[16]
- 1995年3月本港台：煙鎖重樓（共24集）（演員：劉雪華、鍾鎮濤、李麗鳳、林立洋、王艷、岳躍利）[18]
- 1995年5月本港台：香帥傳奇（共40集）（演員：鄭少秋、楊麗菁、沈孟生）
- 1995年5月本港台：聊齋（共20集）（演員：牛犇、侯長榮、張海燕、姚二嘎、楊樹樑、馬小寧、卞濤、王安秋、周媛媛、滕愛弦、錢如鶴、董懷義、黃浩義、陳劍月、孔愛萍、孫嵐、楊思曾、胡永芳、夏星、武靜、高英
- 1995年6月本港台：天師鍾馗
- 1995年7月本港台：被出賣的女人（原名《愛在他鄉》）（演員：鄭裕玲、車軒、陳庭威、寇世勳、堂娜）
- 1995年7月本港台：紅塵有愛（共5集）（演員：何家勁、劉瑞琪、徐貴櫻、徐乃麟、張復建）
- 1995年本港台：鍾馗與情妓
- 199-年本港台：三國英雄傳（共54集）（演員：楊群、龔施茜、楊仲恩、趙樹海、關詠荷、李影）
- 1996年3月本港台：上海灘之孤星情仇（今生今世）（共41集）（演員：馬景濤、周海媚、陳紅、岳躍利、孫興）
- 1996年本港台：唐太宗李世民（共54集）（演員：林俊賢、傅藝偉、童愛玲、周紹棟、魏秋樺、王伯昭）
- 1996年本港台：帝女花（共18集）（演員：葉童、趙雅芝）
- 1996年10月本港台：計中計狀元財（共65集）（演員：鄭丹瑞、于莉、劉玉婷、顧冠忠）
- 1996年12月30日本港台：月光肥牛小鬼頭（共24集）（演員：洪金寶、任賢齊、恬妞、李美玲、龍天翔）
- 1997年5月本港台：保鏢（共70集）（演員：何家勁、劉玉婷、黃文豪、顧冠忠、葉童、胡慧中、何晴、陳鴻烈）
- 1997年本港台：國師有請
- 1997年12月8日本港台：施公奇案（共272集）（演員：廖峻、侯炳瑩）
- 1997年9月22日本港台：江湖奇俠傳（共59集）（演員：鄭少秋）
- 1998年8月本港台：一品夫人芝麻官（共61集）（演員：陳亞蘭、張國立）
- 1998年1月本港台：靈異檔案（原名《靈異檔案》）（共335集）（演員：謝祖武、趙英華、曾國城、李欣）
- 1998年9月27日本港台：神鵰俠侶（共46集）（演員：任賢齊、吳倩蓮、孫興）
- 1999年2月1日本港台：保鏢III（原名《保鏢之天之驕女》）（共20集）（演員：何家勁、劉玉婷）
- 1999年5月3日本港台：花木蘭（共42集）（演員：袁詠儀、趙文卓、孫興、關禮傑、李立群、焦恩俊、鄭佩佩、葛蕾、李志希、劉孜、張鐵林、屈中恆、崔紅紅、岳躍利、劉家、董曉燕、張潞、陳寶國）
- 1999年6月28日本港台：神劍萬里追（共36.5集）（演員：鄭少秋、樊亦敏、焦恩俊、鄭佩佩）
- 1999年6月28日本港台：還珠格格（共24集）（演員：趙薇、林心如、蘇有朋、周杰、張鐵林、范冰冰、陳志朋）
- 1999年7月30日本港台：還珠格格II（共48集）（演員：趙薇、林心如、蘇有朋、周杰、張鐵林、范冰冰、王豔）
- 1999年8月16日本港台：多情刀客無情刀（共36.5集）（演員：焦恩俊、崔佩儀、張振寰、何美鈿、黎美嫻、陳鴻烈、屈中恆、張衛健、劉玉婷、林偉、龔施茜、黃文豪）
- 1999年10月5日本港台：真命小和尚（共29集）（演員：曹駿）
- 1999年10月5日本港台：馬永貞（共36集）（演員：何家勁、李婉華、徐少強、鄭佩佩、范冰冰、張振寰、陳鴻烈、俞小凡、黃文豪）
- 1999年10月本港台：通天國師劉伯溫
- 1999年11月8日本港台：絕代雙驕（共31集）（演員：蘇有朋、林志穎、李綺紅、陳德容、于莉、鄭嘉穎、陳國邦、吳廷燁、劉家榮、葛蕾、焦姣、樓學賢、李立群）

#### 2000年或以後
- 2000年2月14日本港台：梁山小英雄（共23.75集）（演員：吳京、曹駿、徐錦江）
- 2000年3月20日本港台：少年梁祝（共41.75集）（演員：羅志祥、梁小冰、陳嘉輝、吳孟達、何雨雯、歐漢聲、霍正奇、李璇、江祖平）
- 2000年5月15日本港台：包公出巡（共60集）（演員：金超群、范鴻軒、焦恩俊、唐國強、張鐵林、孫興、孫耀威、陳志朋）
- 2000年6月19日本港台：大儒俠史豔文（共107集）（演員：楊麗花、石英、方龍）
- 2000年7月31日本港台：俠女闖天關（共31集）（演員：趙薇、吴奇隆、午馬、陳莎莉、郝劭文、曹駿）
- 2000年7月31日本港台：人間四月天（共20集）（演員：黃磊、伊能靜、周迅、劉若英）
- 2000年8月7日本港台：懷玉公主（共46集）（演員：鄭家榆、孫耀威、王皓）
- 2000年11月13日本港台：白髮魔女（共35集）（演員：蔣勤勤、張智霖）
- 2001年1月21日本港台：歡喜遊龍（共50集）（演員：張衛健）
- 2001年5月28日本港台：臥虎藏龍（共35集）（演員：蒋勤勤、何潤東、童安格）
- 2001年6月25日本港台：天地傳說（共73集）（演員：林志穎、郭晉安、于莉、徐懷鈺、鄭嘉穎、梁家仁）
- 2001年9月10日本港台：蜀山（共40集）（演員：馬景濤、陳德容、洪金寶、錢小豪）
- 2001年11月9日本港台：楊門女將（共36集）（演員：李若彤、鄭佩佩、李綺虹、寧靜、連凱、徐敏、柯叔元）[19]
- 2002年6月11日本港台：風雲（共29集）（演員：趙文卓、何潤東）
- 2002年8月5日本港台：流星花園（共20集）（演員：徐熙媛、言承旭、周渝民、吳建豪、朱孝天）
- 2002年9月23日本港台：雪地裡的星星（共13集）（演員：何潤東）
- 2002年10月10日本港台：薰衣草（共12集）（演員：許紹洋、陳怡蓉）
- 2002年12月9日本港台：偷龍轉鳳（又名《絕色雙嬌》）（共40集）（演員：張庭、焦恩俊、牛莉、牛青鋒、吳孟達）
- 2003年本港台：飛刀又見飛刀（演員：張智霖、林心如、董潔、韓雪）
- 2003年5月5日本港台：小雙俠闖江湖（原名《絕世雙驕》）（共35集）（演員：林志穎、TAE、天心、李小璐、徐錦江、鄭國霖、張瑞竹、恬妞、吳啟華、于莉、馬景濤、蘇有朋、蕭薔、葛蕾）
- 2003年6月30日本港台：愛情白皮書（共20集）（演員：彭于晏、余文樂、楊丞琳、葉蘊儀）
- 2003年9月1日本港台：書劍恩仇錄（共40集）（演員：趙文卓、關詠荷、陳昭榮）
- 2003年9月15日本港台：偷龍轉鳳II（又名《皇后進宮》）（共35集）（演員：張庭、吳大維、牛莉、牛青鋒、吳孟達）
- 2003年10月27日本港台：倚天屠龍記（共40集）（演員：蘇有朋、賈靜雯、高圓圓、郭妃麗）
- 2004年7月19日本港台：情定愛琴海（共30集）（演員：蘇有朋、蔡琳、何潤東、傅藝偉）
- 2004年8月27日本港台：海豚灣戀人（共25集）（演員：許紹洋、張韶涵、林韋君、霍建華、徐婕兒、溫兆倫）
- 2004年9月11日本港台：青春6人行（共11集）（演員：周群達、柳翰雅、陳建州、李威、吳姵文、徐熙娣）
- 2004年9月20日本港台：如來神掌（共35集）（演員：張智霖）
- 2004年11月8日本港台：至尊紅顏武媚娘（原名《武媚娘傳奇》）（共40集）（演員：賈靜雯、趙文卓）
- 2004年11月22日本港台：酒莊情緣（共30集）（演員：林心如、韓載錫）
- 2005年1月3日本港台：升空高飛（共20集）（演員：陳浩民、張玉華、江祖平）
- 2005年2月14日本港台：風雲II（共23集）（演員：趙文卓、何潤東、黃奕、秦嵐）
- 2005年4月4日／2007年3月29日本港台：世間路（共360集）（演員：陳美鳳、張晨光、江宏恩、陳仙梅、黃維德、黃膺勳）
- 2005年4月25日本港台：捉鬼手記（共32集）（演員：鄭則仕、李若彤）
- 2008年9月29日本港台：意難忘（共148集）（演員：王識賢、張鳳書、李李仁、韓瑜）
- 2009年6月1日本港台：轉角＊遇到愛（共16集）（演員：羅志祥、徐熙媛、陳至愷、庾澄慶、陳珮騏、張立威）
- 2009年7月3日本港台：麻辣鮮師（共58集）（演員：謝祖武、賈欣惠、葉民志、言承旭、朱孝天）

#### 2010年或以後
- 2010年7月3日本港台：桃花小妹 （共13集）（演員：汪東城、辰亦儒、王心凌、朱孝天、黃靖倫）
- 2012年7月18日本港台：黑糖群俠傳（共13集）（演員：王子、小薰、丫头、小煜、阿緯、小蠻、MeiMei、筱婕、阿本、小馬、周曉涵、張家寧、勇兔、敖犬、Apple、大牙、鬼鬼、小傑、威廉、范瑋琪、唐以菲、張克帆、陳孝萱、許效舜）

### 日本

#### 八十年代
- 1983年5月4日中文台：勇者無敵（日语：服部半蔵 影の軍団）（演員：千葉真一、西鄉輝彥、高岡健二（日语：高岡健二）、山村聰）[20]
- 1983年11月28日中文台：山口百惠之命運（日语：赤い運命）[6]:41[21]（共28集）（演員：宇津井健、山口百惠、岸田今日子、秋野暢子）
- 1989年6月本港台：錯綜複雜
- 1989年2月13日本港台：再見冤家
- 1989年6月本港台：三年B組金八先生（共13集）（演員：武田鐵矢）

#### 九十年代
- 1991年1月本港台：網球飛鳳
- 1991年7月1日本港台：花嫁衣裳（日语：花嫁衣裳は誰が着る）（共24集）（演員：堀智榮美、伊藤和枝、松村雄基、原知佐子、梶芽衣子、名古屋章、織本順吉、初井言榮）
- 1993年3月本港台：東京電梯女郎（共11集）（演員：宫澤理惠、東幹久）
- 1993年6月1日本港台（逢星期二22:30）[註 3]：東京愛的故事[22]（共11集）（演員：铃木保奈美、織田裕二、江口洋介）
- 1994年1月本港台：隔世情未了（共13集）（演員：吉田榮作、石田百合子）
- 1994年2月本港台：101次求婚（共11集）（演員：淺野溫子、武田鐵矢、江口洋介）
- 1994年6月本港台：難得友情人（共12集）（演員：中森明菜、東幹久、安田成美）
- 1994年6月本港台：徹底的愛（日语：徹底的に愛は…）（共11集）（演員：仙道敦子、吉田榮作）
- 1994年本港台：東京愛的故事劇場版（共1集）（演員：铃木保奈美、織田裕二、江口洋介）
- 1994年7月本港台：柴門文的戀愛論（日语：柴門ふみセレクション）
- 1994年10月本港台：阿信的故事（共85集）（演員：小林綾子、田中裕子、乙羽信子、泉平子、伊東四朗、大路三千緒、高森和子、北村和夫、並樹史朗、今福將雄、金田明夫、山下真司、田中好子、渡瀬恆彥、渡辺美佐子、小林千登勢、長岡輝子）[23]
- 1994年12月本港台：愛情白皮書（共11集）（演員：石田光、筒井道隆、木村拓哉、鈴木杏樹、西島秀俊）
- 1995年1月本港台：縮水情人
- 1995年2月本港台：沒有家的女孩（共12集）（演員：安達佑實）[17]
- 1995年2月本港台：不羈的歲月
- 1995年5月29日本港台：前程錦繡（共22集）（演員：中村雅俊、津坂匡章、田中健、森川正太、金沢碧 ）
- 1995年6月本港台：說謊的夫妻
- 1995年7月本港台：赤的衝擊（共29集）（演員：鈴木保奈美、江口洋介、唐澤壽明）[可疑]
- 1995年7月本港台：壯志驕陽（共12集）
- 1995年7月本港台：姊妹情深
- 1995年10月本港台：沒有家的女孩II（共13集）（演員：安達佑實）
- 1996年4月本港台：我要發達（共12集）（演員：織田裕二、東幹久、財前直見）（採用郭富城《強》作為主題曲）
- 1996年4月本港台：活得比你好（演員：織田裕二、石黒賢、鹿賀丈史、千堂晃穗 、松下由樹、西村雅彥、尾原善）
- 1996年4月本港台：新紮叻女（演員：石田光）
- 1996年7月本港台：恨嫁三人組
- 1996年11月本港台：阿春（原劇名:春天來吧）（共307集）（演員：安田成美、香坂美雪、東根作壽英、長門勇、倍賞美津子、高橋英樹）
- 1996年12月本港台：等你說愛我（星の金貨）（共12集）（演員：酒井法子、竹野內豐）[24]
- 1997年4月本港台：赤的疑惑[6]:41（共29集）（演員：山口百惠、三浦友和、宇津井健）
- 1997年5月本港台：青春火花
- 1997年7月本港台：等你說愛我II（続・星の金貨）（共12集）（演員：酒井法子、竹野內豐）
- 1997年10月25日本港台：正義必勝（共10集）（演員：織田裕二、鶴田真由、段田安則、室井滋、井上順）
- 1998年2月本港台：你令愛了不起（共10集）（演員：武田真治、菅野美惠、谷口舞 、中村麻美）
- 1998年6月本港台：孖生姊妹
- 1999年5月3日本港台：等愛的女人

#### 2000年或以後
- 2000年6月4日本港台：G.T.O.麻辣教師（共12集）（原名《麻辣教師GTO》）（演員：反町隆史、松嶋菜菜子、希良梨、中村愛美、小栗旬、窪塚洋介、池內博之）
- 2001年1月本港台：庶務二課（共12集）（演員：江角真紀子、寶生舞、京野琴美）[25]
- 2001年5月13日本港台：美麗人生（共11集）（演員：木村拓哉、常盤貴子）[25]
- 2001年8月26日本港台：P.S.俊平你好？（日语：P.S. 元気です、俊平）（共12集）（演員：堂本光一、瀨户朝香）[25]
- 2001年11月25日本港台：大和撫子（共11集）（原名《大和拜金女》）（演員：堤真一、東幹久、松嶋菜菜子）
- 2002年3月2日本港台：庶務二課2（共12集）（演員：江角真紀子、寶生舞、京野琴美）
- 2002年7月7日本港台：夏雪（日语：Summer Snow）（共11集）（原名《Summer Snow》）（演員：堂本剛、廣末涼子、小栗旬）[25]
- 2002年9月22日本港台：百年物語（共3集）（演員：松嶋菜菜子、菅野美穗、竹內結子、黑木瞳）[25]
- 2003年3月1日本港台：囉唆的人（原名《正義代書戰士》）（共11集）（演員：常盤貴子、深津繪里、山下智久、篠原涼子）
- 2003年7月21日本港台：神!請給我多點時間!（原名《神啊！請多給我一點時間》）（共12集）（演員：金城武、深田恭子、宮澤理惠）
- 2004年本港台：沉睡森林（共12集）（演員：中山美穂、木村拓哉）
- 2005年1月14日本港台：我miss係大佬（原名《極道鮮師》）（共12集）（演員：仲間由紀惠、伊東美咲、松本潤）
- 2006年5月13日本港台：野豬大改造（共10集）（演員：龜梨和也、山下智久、堀北真希、戶田惠梨香）
- 2006年7月15日本港台：我miss係大佬II（共10集）（原名《極道鮮師II》）（演員：仲間由紀惠、龜梨和也）
- 2006年11月1日本港台：白色巨塔I（共12集）（演員：江口洋介、唐澤壽明、矢田亞希子、伊藤英明、黑木瞳）
- 2006年11月25日本港台：危險大家姐（共10集）（演員：伊東美咲、森山未來、釋由美子、榮倉奈奈、平岡祐太）
- 2007年6月23日本港台：為食神探（共9集）（原名《大胃王神探》）（演員：東山紀之、森田剛、京野琴美）
- 2009年4月26日本港台：我miss係大佬III （共11集）（原名《極道鮮師III》）(演員：仲間由紀惠、三浦春馬、高木雄也、石黑英雄、中間淳太、三浦翔平、生瀨勝久、星野亞希、小泉孝太郎、宇津井健）
- 2009年10月31日亞洲高清台：為食神探2（共11集）（原名《大胃王神探》） (演員：東山紀之、森田剛、京野琴美)

#### 2010年或以後
- 2010年2月27日亞洲高清台：四個謊言 （共9集）(演員：永作博美、寺島忍、高島禮子、羽田美智子)
- 2010年5月19日本港台及亞洲高清台：篤姬（共50集）(演員：宮崎葵、樋口可南子、岡田義徳、河野安郎、松田美保、堀北真希、堺雅人、松田翔太、瑛太、玉木宏）

### 韓國

#### 2000年或以後
- 2001年4月30日本港台：天橋風雲（朝鲜语：모델 (드라마)）（共20集）（演員：張東健、韓宰錫）
- 2002年4月6日本港台：藍色生死戀II（共20集）（原名《冬日戀歌》）（演員：崔智友、裴勇俊、朴容夏、朴率美）
- 2002年6月23日本港台：醫家四姐妹（共17集）（演員：蔡琳、韓宰錫）
- 2002年7月22日本港台：藍色生死戀（共16集）（原名《秋日童話》）（演員：宋慧喬、宋承憲、元斌）
- 2002年9月1日本港台：新貴公子（共16集）（演員：崔智友、金承佑）
- 2002年9月2日本港台：愛上女主播（共15集）（演員：蔡琳、張東健、金素妍、韓宰錫、金諪恩）
- 2002年9月23日本港台：順風婦產科（共80集）（演員：吳志明、鮮于龍女、李太蘭、朴英奎、宋慧喬、金素妍）
- 2002年10月28日本港台：美麗的日子（共35集）（演員：李炳憲、柳時元、崔智友、李貞賢）
- 2003年1月27日本港台：情定大飯店（共20集）（演員：宋允兒、裴勇俊、金承佑、宋慧喬）
- 2003年2月24日本港台：玻璃鞋（共50集）（演員：金賢珠、蘇志燮、金之荷、韓宰錫）
- 2003年5月4日本港台：爆米花（共16集）（演員：宋承憲）
- 2003年5月5日本港台：守護天使（共18集）（演員：宋慧喬丶金旻鍾丶金玫丶尹多勳）
- 2003年7月6日本港台：女人萬歲（共20集）（原名《花嫁》）（演員：蔡時娜、蔡琳、蘇志燮、金燦宇、卞宇民）
- 2003年7月28日本港台：鋼琴別戀（共20集）（演員：金荷娜、高修、趙在絃、趙仁成）
- 2003年8月25日本港台：紅豆女之戀（共15集）（演員：張娜拉、金載沅、金來沅、洪恩希）
- 2003年10月13日本港台：All In 真愛賭注（共31集）（原名《All In》）（演員：李炳憲、宋慧喬、池晟、朴帥眉、許峻豪）
- 2003年11月8日本港台：茱麗葉的情人（共17集）（演員：車太鉉、藝智苑、池珍熙、金敏喜）
- 2004年4月17日本港台：夏日香氣（共20集）（演員：宋承憲、孫藝珍、柳鎮）
- 2005年2月21日本港台：茶母（共20集）（演員：河智苑、李瑞鎮、金民俊）
- 2005年3月21日本港台：火鳥（共20集）（演員：李恩宙、李瑞鎮、文晸赫、鄭慧英）
- 2005年5月23日本港台：女人天下（共150集）（演員：姜受延、錢忍和、陶志媛、李德華、崔宗煥）
- 2005年12月5日本港台：巴黎戀人（共25集）（演員：朴申陽、金諪恩、李東健、吳周英）
- 2006年3月6日本港台：我係金三珣（原名《我叫金三顺》）（共23集）（演員：金宣兒、玄彬、鄭麗源、丹尼爾）
- 2006年4月6日本港台：OH!必勝奉順英（共18集）（演員：蔡琳、安在旭、朴宣暎、柳鎮）
- 2006年5月22日本港台：再與你共舞（原名《最後的舞請與我一起》）（共28集）（演員：池誠、柳真、劉秀榮、李寶英）
- 2006年6月29日本港台：白雪公主（共12集）（演員：金晶和、廉政勳、李莞、趙胤熙、吳勝賢）
- 2006年7月17日本港台：美妙人生（共25集）（演員：金載沅、柳真、鄭多彬、李志勳、韓恩貞）
- 2006年8月21日本港台：嫁個百萬富翁（共21集）（演員：高修、金賢珠、尹尚賢、孫泰英）
- 2006年9月25日本港台：加油！金順（共122集）（演員：韓惠珍、姜至奐、梁美京、李世恩、崔慈慧）
- 2006年12月18日本港台：至辣女人心（原名《可惡的女人們》）（共21集）（演員：柳好貞、吳姝恩、李己雨）
- 2007年1月15日本港台：超級上位王（原名《新進社員》）（共20集）（演員：文晸赫、吳智昊、韓佳仁、李素妍）
- 2007年1月15日本港台：朱蒙（共85集）（演員：宋一國、韓惠珍、金承洙、全光烈、吳妍秀、甄美里、宋智孝）
- 2007年2月12日本港台：師奶真抵錫（原名《意外情緣My Love》）（共19集）（演員：申愛羅、李昌勳、張鉉成、李允美）
- 2007年3月12日本港台：我愛醜八怪（共19集）（原名《我的愛，醜八怪》）（演員：金智英、金有碩、朴尚民、王彬娜、朴慧英、秦杜利）
- 2007年5月21日本港台：達子的春天（共20集）（演員：蔡琳、李民基、李賢宇、李慧英、孔亨珍）
- 2007年6月25日本港台：不良家族（共20集）（演員：金明民、南相美、朴鎮宇、玄英、金希澈、林玄植、呂運計、姜南吉、金菩蘿、李瑩柔）
- 2007年7月3日本港台：這該死的愛情（共16集）（演員：鄭智薰、申敏兒、李基宇、金思朗、李民赫、金英載）
- 2007年7月7日本港台：葡萄園裡的那男人（原名《新進社員》）（共16集）（演員：尹恩惠、吳滿錫、金智石、鄭素英、姜恩菲、李順才）
- 2007年7月31日本港台：色慾都會（原名《Hyena》）（共16集）（演員：金民鐘、蘇怡賢、申成祿、尹多勳、吳滿錫）
- 2007年12月31日高清頻道／2008年1月1日魅力資訊頻道：外科醫生奉達喜（原名《外科醫生奉達熙》）（共20集）（演員：李瑤媛、李凡秀、金民俊、吳允兒、崔如真、金吝勸）
- 2008年1月1日本港台：總有艷陽天（原名《六兄妹》）（共100集） （演員：張美姬、李泰京、李美美、盧亨昱、李燦浩、宋恩惠、尹美蘿、白一燮、宋慧喬、朴恩惠)
- 2008年1月27日本港台：重案師姐H.I.T（共27集）（原名《H.I.T》）(演員：高賢廷、河正宇、金政民、尹智敏、孫賢周)
- 2008年4月17日高清頻道／2008年4月18日魅力資訊頻道：追趕江南媽媽（共18集）(演員：河熙羅、金成恩、柳俊相、鄭善敬、林成敏)
- 2008年5月5日本港台：比天高比地厚（共165集）(演員：韓孝珠、李柱玄、姜靜華、朴海鎮)
- 2008年5月7日本港台：師奶愛鬥大（共52集）（原名《媳婦的全盛時代》）(演員：金知勳、李秀京、徐英熙、李畢宇、宋善美、張賢成)
- 2008年9月29日本港台：王與我（共63集）（演員：吳滿錫、具慧善、高周元、全光烈、梁美京、錢忍和）
- 2009年2月2日高清頻道：101次求婚（共15集）（演員：朴宣暎、李文植、孫昌義、鄭盛煥、洪秀雅、李中文、曹恩淑、李準基）
- 2009年5月18日本港台：媽媽發爛渣（共70集）（原名《媽媽發怒了》）（演員：申恩慶、柳鎮、李有利、基泰英、金知俞、李順載、金慧子）
- 2009年4月17日亞洲高清台：鹽娃娃（共25集）（原名《鹽巴娃娃》）(演員：黄秀貞、金英浩、鄭愛延、金友錫、史江、姜智）
- 2009年7月8日亞洲高清台：風之國（共36集）(演員：宋一國、崔貞媛、朴建炯、鄭進永、曹在顯、吳允兒）
- 2009年8月24日本港台及亞洲高清台：好老婆大聯盟（共100集）（演員：金惠善、孫賢周、吳賢慶、吳大奎)
- 2009年11月23日本港台及亞洲高清台：錯愛仍是愛（共84集）（原名《老天爷啊！给我爱》）（演員：尹晶喜、李太坤、漢惠淑、趙軟祐)

#### 2010年或以後
- 2010年1月11日本港台及亞洲高清台：正印出頭天（原名《歐巴桑向前衝》）（共92集）（演員：梁靜雅、李世昌、李畢茂、獨高英宰)
- 2010年3月22日本港台及亞洲高清台：一屋叉燒的家庭（原名《松藥局的兒子們》）（共55集）（演員：孫賢周、朴善英、李弼模、柳　善、韓尚進、劉荷娜、池昌旭、姜恩菲）
- 2010年6月7日本港台及亞洲高清台：愛情犀利哥（原名《愛也好恨也好》）（共102集）（演員：趙東赫、韓智慧、金智錫、劉仁英、李英恩、金燦宇）
- 2010年11月1日本港台及亞洲高清台：敗犬男大聯盟（原名《不像三兄弟》）（共70集）（演員：安內相、吳大奎、李俊赫、都知嫄、金熙貞、吳智恩）
- 2011年1月24日本港台及亞洲高清台：熟女ChaChaCha（原名《大家一起恰恰恰》）（共155集）（演員：沈慧珍、朴海美、吳滿錫、李青兒、朴寒別、李鐘秀、曹安）
- 2011年3月7日本港台及亞洲高清台：李算（共80集）（演員：李瑞鎮、韓智敏、李順才、趙延宇、樸恩惠）
- 2011年5月16日本港台：你是我的命運（共178集）（演員：林潤娥、朴載政、孔賢珠、李志勳、李畢茂、金貞蘭、鄭愛莉）
- 2011年11月2日本港台：巨人（共60集）（演員：李凡秀、黃靜茵、朱相昱、朴真熙、朴尚民、鄭寶鍚、李德華、金瑞馨、李文植、南智賢）
- 2012年7月2日本港台：熟女剩男愛作戰（原名《奇男怪女》）（共170集）（演員：鄭俊、高周元、金亞中、金成恩、金海淑、朴貞洙）
- 2012年12月3日本港台：鄰居冤家（共65集）（演員：柳好貞、孫賢周、金成玲、申成祿、韓彩雅、崔元英）
- 2013年11月28日本港台：不朽的名作（共26集）（演員：韓載錫、朴宣暎、高尹厚、李荷妮）
- 2014年2月17日本港台：粉紅色唇膏（共149集）（原名《粉紅色口紅》）（演員：朴恩惠、李周炫、朴廣賢、徐有晶）
- 2014年9月29日本港台：天上花園（共30集）（原名《天上花园熊背岭》）（演員：崔佛岩、柳好貞、金賽綸、金浩振、玄宇成、安瑞賢）

### 新加坡
- 1985年3月18日中文台：霧鎖南洋（共27集）（演員：黃文永、向雲、陳澍承、黃佩如、陳天送）
- 1985年9月23日中文台：怒海萍蹤（共30集）（演員：吳岱融、陳安娜、陳澍承、陳成貴、林麗雲、陳明利）
- 1986年1月中文台：雙星恨
- 1987年5月黃金台：豪門內外（演員：王玉青、葉素梅）
- 1991年12月本港台：烈火情仇
- 1993年7月本港台：情網（共20集）（演員：陳傳之、陳麗貞）
- 1999年本港台：神鵰俠侶（演員：李銘順、范文芳）
- 1999年11月15日本港台：哪吒（共20集）（演員：曹駿、羅海瓊）
- 2005年11月14日本港台：甜蜜風暴（共30集）（演員：關詠荷、郭亮、孫莉、曹衞宇）

### 美國
- 1983年中文台：百萬富翁大偵探
- 1983年中文台：蛛網超人（The Amazing Spider-Man）
- 1983年中文台：鐵漢俏佳人（英语：Hart_to_Hart）（Hart to Hart）
- 198-年中文台：無敵巡警
- 1985年7月中文台：鐵甲奇兵
- 1985年11月中文台：通天拍檔
- 1986年中文台：英雄本色
- 1987年黃金台：通天奇兵 (The A-Team 1983)（共14集）（演員：喬治·佩帕德、德克·班奈迪（英语：Dirk Benedict）、杜威特·舒茲（英语：Dwight Schultz）、T先生）
- 1987年：通天奇兵II (The A-Team )
- 1987年黃金台：密探英雌
- 1988年5月2日黃金台：律政風雲（Law & Order）（演員：George Dzundza、克里斯·诺斯、Dann Florek、Michael Moriarty、Richard Brooks、Steven Hill、Paul Sorvino、Carolyn McCormick、Jerry Orbach、S. Epatha Merkerson、Jill Hennessy、Sam Waterston、Benjamin Bratt、Carey Lowell、Angie Harmon、Jesse L. Martin、Dianne Wiest、Elisabeth Röhm、Fred Dalton Thompson、Dennis Farina、Annie Parisse、Michael Imperioli、Milena Govich、Alana de la Garza、Jeremy Sisto、Linus Roache、Anthony Anderson）
- 1988年5月4日黃金台：俏冤家
- 1988年5月6日黃金台：導彈五號
- 1988年6月黃金台：勢不兩立 (Crime Story)
- 1988年10月黃金台：雙天至尊 (Automan 1983-84)（共13集）
- 1988年：通天奇兵III (The A-Team )
- 1988年：通天奇兵IV (The A-Team )
- 1988年：通天奇兵V (The A-Team )
- 1990年11月本港台：孖寶至尊
- 1994年：職業特工隊(Mission: Impossible)
- 1998年：青蜂俠
- 1999年7月本港台：過江龍 (Martial Law)（演員：洪金寶、胡凱莉） 〈美國播映完畢〉
- 2000年3月11日本港台：過江龍II（英语：Martial Law (TV series)）(Martial Law II)
- 2000年10月29日本港台：過江龍III（英语：Martial Law (TV series)）(Martial Law III)
- 2002年6月24日本港台：甜心俏佳人(Ally McBeal)（演員：卡莉絲塔·佛克哈特、格雷格·格曼、簡·克拉科夫斯基（英语：Jane Krakowski）、麗莎·妮可·卡森（英语：Lisa Nicole Carson）、波蒂亞·德·羅西、羅拔·唐尼、吉爾·貝羅斯）

### 特攝
| 首播日期       | 頻道   | 節目名稱                            | 原名               | 主演                                                 | 集數 | 備註         |
| -------------- | ------ | ----------------------------------- | ------------------ | ---------------------------------------------------- | ---- | ------------ |
| 1990年7月2日   | 本港台 | 幪面超人1990（初期）／幪面超人BLACK | 假面騎士BLACK      | 倉田哲夫 堀內孝人 井上明美 田口萌                    | 51   |              |
| 1990年12月20日 | 本港台 | 電腦警察                            | 電腦警察           | 吉田友紀 塩谷庄吾 水本隆司 佐々木竜马 千叶美加       | 51   |              |
| 1992年6月14日  | 本港台 | 幪面超人RX                          | 假面騎士BLACK RX   | 倉田哲夫 小高野槙                                    | 47   |              |
| 1995年10月18日 | 本港台 | 五星戰隊                            | 五星戰隊大連者     | 和田圭市 能見達也 羽村英 土屋圭輔 高橋夏樹 酒井寿    | 50   | 超級戰隊系列 |
| 1996年10月3日  | 本港台 | 忍者戰隊                            | 忍者戰隊隱連者     | 小川輝晃 廣瀨仁美 土田大 河合秀 小杉健               | 53   | 超級戰隊系列 |
| 1996年10月6日  | 本港台 | 七星鬥神                            | 七星鬥神           | 川井博之 赤星升一郎 清水明日香 立川大和 加纳词桂章   | 26   |              |
| 1997年6月16日  | 本港台 | 超力戰隊                            | 超力戰隊王連者     | 宍戸勝 正岡邦夫 合田雅吏 麻生步 佐藤珠緒 山口將司    | 48   | 超級戰隊系列 |
| 2002年3月2日   | 本港台 | 幪面超人古迦                        | 仮面ライダークウガ | 小田切讓 葛山信吾 村田和美 七森美江                  | 49   |              |
| 2003年12月7日  | 本港台 | 幪面超人亞極陀                      | 假面騎士鄂鬥       | 賀集利樹 要潤 友井雄亮 秋山莉奈 山崎潤 藤田瞳子 升毅 | 51   |              |
| 2007年10月20日 | 本港台 | 搖搖新世代                          | 火力少年王         | 張逸凡 陸夢馨 陳偉棟 王兆豐 杨志濤                   | 27   |              |
| 2008年3月20日  | 本港台 | 魔彈戰記龍劍道                      | 魔彈戰記龍劍道     | 山口翔悟 黒田耕平 井村空美 宮城健太郎 清水圭         | 52   |              |
| 2009年6月21日  | 本港台 | Tomica Hero搜救戰隊                 | 多米英雄援救武装   | 豬塚健太 野口征吾 はるの 长谷川惠美 岩永洋昭         | 51   |              |
| 2013年         | 本港台 | 巴啦啦小魔仙                        | 巴啦啦小魔仙       | 廖景萱 袁奇峰 孫僑潞 黃安儀 劉美含 周嬌              | 52   |              |

## 英語頻道
劇集在大中華區的其他譯名可參考模板:CGroup/TV。

### 英國
| 首播日期       | 劇名                                              | 譯名                        | 原頻道    | 備註                              |
| -------------- | ------------------------------------------------- | --------------------------- | --------- | --------------------------------- |
| 200-年         | The New Worst Witch                               | 魔靈娘學堂                  | CITV      |                                   |
| 200-年         | 大侦探波洛                                        | 奇案女王系列                | ITV       | 只播放至第十輯                    |
| 2002年         |                                                   | 福爾摩斯奇案揭幕            |           |                                   |
| 2002年         |                                                   | 福爾摩斯奇案前傳之三屍索    |           |                                   |
| 2002年         |                                                   | 福爾摩斯奇案前傳之寒屍骨    |           |                                   |
| 2002年         |                                                   | 福爾摩斯奇案前傳之招魂眼    |           |                                   |
| 2005年5月15日  | 瑪波小姐探案                                      | 奇案女王系列                | ITV       | 只播放至第二輯                    |
| 2005年6月12日  | Sherlock Holmes and the Case of the Silk Stocking | 福爾摩斯奇案經典： 絲纏死結 | BBC       | 電視電影                          |
| 2006年2月19日  | Doctor Who                                        | 異世奇人                    | BBC       | 只播放至第三輯                    |
| 2006年4月7日   | Elizabeth I                                       | 伊利沙伯一世傳奇            | Channel 4 | 迷你劇                            |
| 2007年11月8日  | Torchwood                                         | 超疑特工                    | BBC       | 只播放第一輯                      |
| 2008年2月17日  | The Sarah Jane Adventures                         | 珍姐科幻大冒險              | CBBC      | 只播放第一輯                      |
| 2008年6月1日   | Cranford                                          | 小鎮情天                    | BBC       |                                   |
| 2008年6月16日  | Robin Hood                                        | 俠盜羅賓漢                  | BBC       | 只播放第一輯                      |
| 2008年7月13日  | Life on Mars                                      | 迴轉幹探                    | BBC       |                                   |
| 2008年9月27日  | M.I.High                                          | 高校特工隊                  | CBBC      | 只播放第一輯                      |
| 2008年10月6日  | Frankenstein                                      | 科學怪人之異種驚變          | ITV       | 電視電影                          |
| 2008年10月12日 | My Spy Family                                     | 特務家族                    | Boomerang | 只播放第一輯                      |
| 2009年2月1日   | Oliver Twist                                      | 孤雛淚                      | BBC       |                                   |
| 2009年12月26日 | The Adventures of Merlin                          | 魔法穆林                    | BBC       | BBC原名《Merlin》，只播放至第二輯 |

### 美國

#### 2000年代或以前
| 首播日期       | 劇名                              | 譯名         | 原頻道        | 備註 |
| -------------- | --------------------------------- | ------------ | ------------- | --- |
| 199-年         | Law and Order                     | 律政風雲     | NBC           | 美國播映完畢，國際台沒有播放全劇。                                                                      |
| 199-年         | The Simpsons                      | 阿森一族     | Fox           | 動畫，只播放至第十二季。播畢第十一季後沒續播， 相隔多年後至2008年8月31日播放第十二季， 及後沒繼續播映。 |
| 199-年         | Ally McBeal                       | 甜心俏佳人   | Fox           | 美國播映完畢                                                                                            |
| 200-年         | The Guardian                      | 法外情真     | CBS           | 美國播映完畢                                                                                            |
| 200-年         | Smallville                        | 超人外傳     | The WB The CW | 只播放至第三季                                                                                          |
| 200-年         | CSI: Miami                        | 鑑證行動組   | CBS           | |
| 2002年         | CSI犯罪現場                       | 滅罪鑑證科   | CBS           | 美國播映完畢                                                                                            |
| 2002年         | 法網豪情                          | 法網豪情     | ABC           | 美國播映完畢                                                                                            |
| 2003年         | CSI: Crime Scene Investigation II | 滅罪鑑證科II | CBS           | 美國播映完畢                                                                                            |
| 2004年3月5日   | Boomtown                          | 千面謎城     | NBC           | 美國播映完畢                                                                                            |
| 2004年7月9日   | 铁证悬案                          | 鐵證懸案     | CBS           | 美國播映完畢，只播放至第五季                                                                            |
| 2005年8月5日   | Grey's Anatomy                    | 醫人當自強   | ABC           | 只播放至第四季                                                                                          |
| 2005年8月22日  | Jack & Bobby                      | 錦繡年華     | The WB        | 美國播映完畢                                                                                            |
| 2005年11月21日 | CSI犯罪現場：紐約                 | 鑑證紐約     | CBS           | |
| 2006年1月6日   | The Closer                        | 真相追擊     | TNT           | 只播放至第三季                                                                                          |
| 2006年5月5日   | Commander in Chief                | 最高統帥     | ABC           | 美國播映完畢                                                                                            |
| 2006年9月8日   | E-Ring                            | 五角任務     | NBC           | 美國播映完畢                                                                                            |
| 2006年11月20日 | Love Monkey                       | 樂壇有心人   | CBS           | 美國播映完畢                                                                                            |
| 2007年6月7日   | 靈感應                            | 靈感應       | CBS           | 美國播映完畢，只播放至第四季                                                                            |
| 2007年9月10日  | Justice                           | 法網風雲     | Fox           | 美國播映完畢                                                                                            |
| 2007年10月23日 | 3 lbs                             | 腦人間       | CBS           | 美國播映完畢                                                                                            |
| 2008年1月8日   | Traveler                          | 絕密謎途     | ABC           | 美國播映完畢                                                                                            |
| 2008年3月4日   | Jericho                           | 孤城         | CBS           | 美國播映完畢，只播放第一季                                                                              |
| 2008年5月15日  | Damages                           | 法網裂痕     | FX (电视频道) | 只播放第一季                                                                                            |
| 2008年11月22日 | Criminal Minds                    | 心理追兇     | CBS           | 只播放至第二季                                                                                          |
| 2009年2月15日  | Private Practice                  | 醫者伴我心   | ABC           | 只播放第一季                                                                                            |
| 2009年4月19日  | 神奇律師                          | 大狀奇緣     | ABC           | 美國播映完畢，只播放第一季                                                                              |
| 2009年12月29日 | Eleventh Hour                     | 換命一刻     | CBS           | 美國播映完畢                                                                                            |

##### 迷你劇及電視電影
| 首播日期       | 劇名                                             | 譯名             | 原頻道／出品                   | 備註                          |
| -------------- | ------------------------------------------------ | ---------------- | ------------------------------ | ----------------------------- |
| 200-年         | 魔幻王朝                                         | 魔幻王朝         | NBC                            | 迷你劇                        |
| 2005年         | Snow Queen                                       | 冰雪女王         | Hallmark Channel               | 電視電影                      |
| 2005年1月17日  | Merlin                                           | 魔幻傳說         | Hallmark Entertainment         | 電視電影                      |
| 2005年1月31日  | The Odyssey                                      | 神話西遊         | NBC                            | 迷你劇                        |
| 2005年3月14日  | Journey to the Center of the Earth               | 地心探險記       | Hallmark Entertainment         | 電視電影                      |
| 2005年6月27日  | Jack and the Beanstalk: The Real Story           | 傑克與魔豆       | CBS                            | 電視電影                      |
| 2005年7月11日  | Jason And The Argonauts                          | 神將天兵         | Hallmark Entertainment         | 電視電影                      |
| 2005年7月25日  | Hans Christian Andersen: My Life as a Fairy Tale | 安徒生的童話夢   | Hallmark Entertainment         | 電視電影                      |
| 2006年6月4日   | Frankenstein                                     | 科學怪人恨鎖情牽 | Hallmark Entertainment         | 迷你劇                        |
| 2006年9月17日  | Earthsea                                         | 地海傳說         | Sci Fi Channel                 | 電視電影                      |
| 2006年12月24日 | The Ten Commandments                             | 十誡             | ABC                            | 迷你劇                        |
| 2008年3月9日   | Ring Of The Nibelungs                            | 尼貝龍根的指環   | Sat.1 Channel 4 Sci Fi Channel | 電視電影 德國、英國、美國合拍 |
| 2008年12月22日 | Tin Man                                          | 魔戰星空         | Sci Fi Channel                 | 迷你劇                        |

#### 2010年代
| 首播日期       | 劇名                | 譯名           | 原頻道         | 備註                       |
| -------------- | ------------------- | -------------- | -------------- | -------------------------- |
| 2010年3月7日   | The Ex List         | 翻界舊情人     | CBS            | 美國播映完畢               |
| 2010年5月11日  | Beautiful People    | 一屋俏佳人     | ABC Family     | 美國播映完畢               |
| 2010年6月22日  | 都鐸王朝 (電視劇)   | 都鐸王朝       | Showtime       | 美國播映完畢，只播放第一季 |
| 2010年7月26日  | 30 Rock             | 娛樂揸FIT人    | NBC            | 只播放至第三季             |
| 2010年8月1日   | Worst Week          | 𤓓爆女婿懵外父 | CBS            | 美國播映完畢               |
| 2010年8月2日   | Fear Itself         | 嚇破胆         | NBC            | 美國播映完畢               |
| 2010年8月31日  | V星入侵             | V-外星人       | ABC            | 美國播映完畢，只播放第一季 |
| 2010年9月13日  | The Dresden Files   | 鬼眼神探       | Sci Fi Channel | 美國播映完畢               |
| 2010年10月21日 | 好汉两个半          | 宅男 1 pair 半 | CBS            | 只播放至第三季             |
| 2010年11月23日 | 灵异妙探            | 鬼靈偵探       | USA Network    |                            |
| 2011年2月10日  | NCIS: LA            | 海狼特警       | CBS            |                            |
| 2011年3月3日   | The Big Bang Theory | 囧男大爆炸     | CBS            | 只播放至第二季             |
| 2011年5月13日  | 老友记              | Friends        | NBC            |                            |
| 2011年7月28日  | Hawaii Five-0       | 夏威夷探案     | CBS            |                            |

### 加拿大
| 首播日期       | 劇名             | 譯名     | 原頻道 | 備註 |
| -------------- | ---------------- | -------- | ------ | ---- |
| 2005年12月14日 | Naturally, Sadie | 天然少女 | Family |      |
| 2008年12月14日 | The Latest Buzz  | 潮爆雜誌 | Family |      |

### 韓國
| 首播日期      | 劇名                         | 譯名         | 原頻道 | 演員                                                                   | 備註                                                   |
| ------------- | ---------------------------- | ------------ | ------ | ---------------------------------------------------------------------- | ------------------------------------------------------ |
| 1991年4月6日  | 달빛가족                     | 月光家族     | KBS    | 徐仁錫、李輝香、吉用祐、趙敏修                                         | 香港首部引進韓劇；亦是國際台《韓語劇場》時段首部劇集。 |
| 1992年        | 愛情是甚麼                   | 愛情是甚麼   | MBC    | 崔民秀、夏希羅、李順載、金惠子、辛愛羅、田光烈、金世潤、尹汝貞、呂運計 |                                                        |
| 199?年        | 젊은이의 양지                | 年輕人的陽地 | KBS    | 夏希羅、李鐘原、許峻豪、裴勇浚                                         |                                                        |
| 2002年前      | 그대 그리고 나               | 你和我       | MBC    | 宋承憲、崔真實、車仁表                                                 |                                                        |
| 2002年前      | 順風婦產科                   | 順風婦產科   | SBS    | 宋慧喬、金素妍                                                         | 共80集                                                 |
| 2002年        | 웬만해선 그들을 막을 수 없다 | 消防一家     | SBS    | 盧宙鉉、朴貞秀、崔允英、金敏貞、權五忠                                 |                                                        |
| 2002年        | 카이스트                     | 科技大學     | SBS    | 蔡琳、秋瓷炫、李恩宙                                                   |                                                        |
| 2004年        | 불꽃                         | 火花         | SBS    | 李英愛、車仁杓、李璟榮                                                 | 共32集                                                 |
| 2005年        | 결혼의 법칙                  | 結婚遊戲     | MBC    | 池誠、孫賢周、吳妍受                                                   |                                                        |
| 2006年        | 花王仙女                     | 仙女花       | MBC    | 李多海、金成澤、李柱賢、朴譚熙                                         | 共174集                                                |
| 2008年3月22日 | 不良主婦                     | 不良主婦     | SBS    | 申愛羅、孫昌民                                                         |                                                        |
| 2008年8月30日 | 小婦人                       | 小婦人       | SBS    | 李莞、朴恩惠                                                           |                                                        |
| 2009年10月3日 | 比天高比地厚                 | 比天高比地厚 | KBS    | 朴海鎮、韓孝珠、李柱賢、姜靜華、洪秀雅                                 |                                                        |

### 日本
| 首播日期     | 劇名                     | 譯名         | 原頻道     | 演員                                     | 備註 |
| ------------ | ------------------------ | ------------ | ---------- | ---------------------------------------- | ---- |
| 19--年       |                          | 爸爸有絕症嗎 |            |                                          |      |
| 199-年       | ひらり                   | 相撲夢成真   | NHK        | 石田光、鍵本景子、渡邊一惠               |      |
| 1994年       | ずっとあなたが好きだった | 一直都愛你   | TBS        | 賀來千香子、佐野史郎、布施博、野際陽子   |      |
| 199-年       | ふたりっ子               | 孖生姊妹     | NHK        | 三倉佳奈、三倉茉奈、岩崎宏美、菊池麻衣子 |      |
| 2007年1月4日 | 白い巨塔                 | 白色巨塔     | 富士電視台 | 唐澤壽明、江口洋介、矢田亞希子、黑木瞳   |      |

## 備註
1. ↑  亞視1987年曾以接近同步播出央視重點劇集《紅樓夢》，見列表。
2. ↑  《月光家族》及《愛情是什麼》應在國際台播放，在當時報刊的電視節目表只寫有「韓語劇場」（非常規）。而在常規的「韓語劇場」出現前，不管亞視國際台及無綫明珠台都已長期設有「日語劇場」。1990年代前期「韓語劇場」的出現則可能是亞視獨有。
3. ↑  此劇播映前，逢星期一至三21:30-23:30時段均是播映舊電影，至此劇開始播映，星期二的編排轉變，星期一及三的節目編排則未變。